# بني سلامة (وادي النطرون)
قرية بنى سلامة هي إحدى القرى التابعة لمركز وادى النطرون في محافظة البحيرة في جمهورية مصر العربية. حسب إحصاءات سنة 2006، بلغ إجمالي السكان في بنى سلامة 4393 نسمة، منهم 2360 رجل و2033 امرأة.